# Eunephrops manningi
Eunephrops manningi е вид ракообразно от семейство Омари (Nephropidae).

## Разпространение
Видът е разпространен в Американски Вирджински острови, Ангуила, Бахамски острови, Британски Вирджински острови, Доминиканска република, Куба, Пуерто Рико, САЩ (Флорида) и Хаити.